# 菲弗 (阿拉巴马州)
菲弗（英文：Fyffe），是美国阿拉巴马州下属的一座城市。面积约为4.41平方英里（约合11.41平方公里）。根据2010年美国人口普查，该市有人口1,018人，人口密度为231.05/平方英里（约合89.22/平方公里）。